# Storskiftet
Storskiftet (en français : le grand remembrement) est le nom de la première des grandes réformes agraires en Suède-Finlande. Elle est initiée par le gouvernement et a pour but de moderniser l'agriculture dans le pays grâce au remembrement.

## Histoire
Durant le Moyen Âge en Suède-Finlande, à l'instar du reste de l'Europe, chaque section de terrains cultivables était découpée en lanières (en suédois Teg) réparties entre les différents propriétaires. Le domaine boisé du village était en revanche géré de concert. Cette répartition des terres était appelée segskifte (partage en lanière) ou solskifte (partage du soleil), ce dernier terme signifiant que la taille des parcelles était ajustée de sorte que chaque propriétaire ait un même accès au soleil, les parcelles les moins exposées étant plus vastes pour compenser. Ce système était équitable car il permettait à tous les propriétaires du villages d'avoir la même quantité de bonnes et de mauvaises terres. Cependant, les propriétés étaient très fragmentées, et était perçu au XVIIIe siècle comme inefficace.
La réforme du Storskiftet est proposée en 1741 par Jacob Faggot à l'Académie royale des sciences de Suède et est entamée en 1749 puis ordonnée par décret en 1757. Elle consiste en un remembrement équitable des parcelles de façon à minimiser le nombre total de parcelles, qui est initialement limité à quatre par propriétaire. Chaque propriétaire reçoit des parcelles de sorte que la productivité totale est conservée, c'est-à-dire qu'il reçoit une parcelle plus vaste si celle-ci est situé sur des plus mauvaises terres que les parcelles dont il disposait initialement. Le processus commence dès qu'au moins un propriétaire foncier du village le décide.

## Conséquences
Cette réforme n'atteint pas son objectif initial, la limite de parcelle par propriétaire étant successivement augmentée. Finalement, les parcelles restent en général des lanières, bien que moins nombreuses et plus vastes. Son effet demeure cependant important, au moins localement, avec dans certains villages une division par 10 du nombre de parcelles.
Pour pallier ces limites, de nouvelles réformes, plus strictes, sont organisées au XIXe siècle : Enskifte (1803-1807) puis Laga skiftet (1827).